# Vojtech Alexander
Alexander Vojtech (slovaque), Alexander Béla (hongrois) (1857, Késmárk (Käsmark) – 1916, Budapest) était un des plus célèbres radiologues du monde.
Il est le père fondateur de la radiologie en Hongrie. Parmi ses nombreuses contributions, figure la description du développement de la tuberculose. Il était propriétaire de premier appareillage à rayons X de Slovaquie. Il a aussi rédigé des poèmes en langue slovaque.